# Étang du Saule
L'Étang du Saule est un étang, classé ZNIEFF de type I, situé sur la commune de Viriat dans le département de l'Ain.

## Statut
Le site est classé zone naturelle d'intérêt écologique, faunistique et floristique de type I 

## Description
Ce petit étang était situé en bordure du Bois du Saule, au sud de l'étang de But, non loin de l'autoroute A39.

## Flore
L'écuelle d'eau, Hydrocotyle vulgaris, protégée dans tout le département, est présente dans la queue d'étang.

## Faune

### Libellules
- Leucorrhine à gros thorax, Leucorrhinia pectoralis